# Tomás Rincón
Pour les articles homonymes, voir Rincón.
Tomás Eduardo Rincón Hernández, né le 13 janvier 1988 à San Cristóbal au Venezuela, est un footballeur international vénézuélien évoluant au poste de milieu défensif au Santos FC.

## Biographie
Rincón s'engage pour trois ans et demi avec la Juventus le 3 janvier 2017 dans le cadre d'un transfert s'élevant à huit millions d'euros, plus un million de bonus éventuels. Il est le premier Vénézuélien à évoluer pour le club turinois. Tomás dispute son premier match avec la Vieille Dame le 8 janvier 2017, face au Bologne FC, lors d'un match de Serie A 2016-2017. Débutant le match sur le banc, il entre en jeu à la 81e minute de jeu en remplaçant Sami Khedira (victoire 3-0 au Juventus Stadium).
En août 2017, il est prêté pour une saison avec option d'achat au Torino FC.

## Statistiques

### En sélection nationale
| Saison                | Sélection             | Phases finales          | Phases finales | Phases finales | Phases finales | Éliminatoires CDM | Éliminatoires CDM | Éliminatoires CDM | Matchs amicaux | Matchs amicaux | Matchs amicaux | Total | Total | Total |
| Saison                | Sélection             | Compétition             | M              | B              | Pd             | M                 | B                 | Pd                | M              | B              | Pd             | M     | B     | Pd    |
| --------------------- | --------------------- | ----------------------- | -------------- | -------------- | -------------- | ----------------- | ----------------- | ----------------- | -------------- | -------------- | -------------- | ----- | ----- | ----- |
| 2007-2008             | Venezuela             | -                       | -              | -              | -              | 2                 | 0                 | 0                 | 7              | 0              | 0              | 9     | 0     | 0     |
| 2008-2009             | Venezuela             | -                       | -              | -              | -              | 6                 | 0                 | 2                 | 4              | 0              | 0              | 10    | 0     | 2     |
| 2009-2010             | Venezuela             | -                       | -              | -              | -              | 3                 | 0                 | 0                 | 3              | 0              | 0              | 6     | 0     | 0     |
| 2010-2011             | Venezuela             | Copa América 2011 4e    | 5              | 0              | 1              | -                 | -                 | -                 | 9              | 0              | 1              | 14    | 0     | 2     |
| 2011-2012             | Venezuela             | -                       | -              | -              | -              | 4                 | 0                 | 0                 | 3              | 0              | 0              | 7     | 0     | 0     |
| 2012-2013             | Venezuela             | -                       | -              | -              | -              | 4                 | 0                 | 0                 | 2              | 0              | 0              | 6     | 0     | 0     |
| 2013-2014             | Venezuela             | -                       | -              | -              | -              | 1                 | 0                 | 0                 | 1              | 0              | 0              | 2     | 0     | 0     |
| 2014-2015             | Venezuela             | Copa América 2015       | 3              | 0              | 0              | -                 | -                 | -                 | 4              | 0              | 1              | 7     | 0     | 1     |
| 2015-2016             | Venezuela             | Copa América Centenario | 4              | 0              | 0              | 6                 | 0                 | 0                 | 4              | 0              | 0              | 14    | 0     | 0     |
| 2016-2017             | Venezuela             | -                       | -              | -              | -              | 8                 | 0                 | 0                 | -              | -              | -              | 8     | 0     | 0     |
| 2017-2018             | Venezuela             | -                       | -              | -              | -              | 3                 | 0                 | 0                 | -              | -              | -              | 3     | 0     | 0     |
| 2018-2019             | Venezuela             | Copa América 2019       | 4              | 0              | 1              | -                 | -                 | -                 | 8              | 1              | 1              | 12    | 1     | 2     |
| 2019-2020             | Venezuela             | -                       | -              | -              | -              | -                 | -                 | -                 | 3              | 0              | 1              | 3     | 0     | 1     |
| 2020-2021             | Venezuela             | Copa América 2021       | -              | -              | -              | 5                 | 0                 | 0                 | -              | -              | -              | 5     | 0     | 0     |
| 2021-2022             | Venezuela             | -                       | -              | -              | -              | 10                | 0                 | 0                 | 2              | 0              | 0              | 12    | 0     | 0     |
| 2022-2023             | Venezuela             | -                       | -              | -              | -              | -                 | -                 | -                 | 8              | 0              | 0              | 8     | 0     | 0     |
| 2023-2024             | Venezuela             | Copa América 2024       | 3              | 0              | 0              | 4                 | 0                 | 0                 | 2              | 0              | 0              | 9     | 0     | 0     |
| 2024-2025             | Venezuela             | -                       | -              | -              | -              | 4                 | 0                 | 0                 | -              | -              | -              | 4     | 0     | 0     |
| Total sur la carrière | Total sur la carrière | Total sur la carrière   | 19             | 0              | 2              | 60                | 0                 | 2                 | 60             | 1              | 4              | 139   | 1     | 8     |

## Palmarès

### Deportivo Táchira
- Champion du Venezuela en 2008

### Juventus Turin
- Championnat d'Italie : 2017
- Coupe d'Italie : 2017
- Ligue des champions de l'UEFA : Finaliste en 2017